# 7820 Ianlyon
7820 Ianlyon este o planetă minoră (asteroid), cu un diametru de 3,292 km, din centura de asteroizi. A fost descoperită pe 14 octombrie 1990 la Observatorul Kleť de Antonín Mrkos. 
Obiectul prezintă o orbită caracterizată de o semiaxă mare de 2,3715144 UAi, o excentricitate de 0,23, o înclinație de 2,29954 ° în raport cu ecliptica.